# Rebecca Mader
Rebecca Leigh Mader (sinh ngày 24 tháng 4 năm 1977) là một nữ diễn viên người Anh. Cô được biết đến với hai vai diễn Charlotte Lewis trong series Lost (Mất tích), và Zelena, Phù thủy Quỷ quyệt Phương Tây, trong series Once Upon A Time (Ngày Xửa Ngày Xưa).

## Thời thơ ấu
Rebecca Mader sinh năm 1977 tại Cambridge, Anh. Cô sinh ra trong một gia đình bình thường, không có ai tham gia vào ngành Giải trí, tuy nhiên cô đã có ước mơ trở thành diễn viên từ nhỏ.

## Đời tư
Chồng đầu tiên của Rebecca là Joseph Arongino, một doanh nhân. Họ đã ly hôn vào năm 2008.
Vào ngày 29 tháng 12 năm 2014, Rebecca thông báo đã đính hôn với nhà sản xuất Marcus Kayne. Hai người chính thức làm lễ cưới vào ngày 23 tháng 11 năm 2016, và cô đã sinh hạ con trai đầu lòng, Milo, vào ngày 04 tháng 11 năm 2019. Vào tháng 04 năm 2021, Rebecca thông báo cô đang mang thai con thứ 2, là một bé gái, được đặt tên là Bailey, và đã chào đời vào ngày 02 tháng 09 năm 2021.

## Danh sách phim

### Điện ảnh
| Năm  | Tên                        | Vai                     | Ghi chú |
| ---- | -------------------------- | ----------------------- | ------- |
| 2003 | Mimic 3: Sentinel          | Carmen                  |         |
| 2003 | Replay                     | Belinda Brown           |         |
| 2005 | Hitch                      | Vai phụ không có tên    |         |
| 2006 | The Devil Wears Prada      | Jocelyn                 |         |
| 2007 | Great World of Sound       | Pam                     |         |
| 2008 | The Rainbow Tribe          | Mrs. Murray             |         |
| 2008 | Into The East              | Fecility Young          |         |
| 2009 | The Men Who Stare at Goats | Debora Wilton           |         |
| 2010 | Ceremony                   | Esme Ball               |         |
| 2010 | The Big Bang               | Zooey Wigner            |         |
| 2011 | Cougars, Inc.              | Mary                    |         |
| 2013 | Iron Man 3                 | Điệp viên tại xưởng may |         |
| 2014 | It's Gawd!                 | Holly                   |         |

### Truyền hình
| Năm       | Tên                                | Vai diễn                                   | Ghi chú |
| --------- | ---------------------------------- | ------------------------------------------ | --- |
| 2000      | Madigan Men                        | Kim                                        | Mùa 01, tập 05: "Bachelors" |
| 2001      | Third Watch                        | Mandy                                      | Mùa 02, tập 21: "Exposing Faith" |
| 2003      | All My Children                    | Morgan Gordan                              | Xuất hiện trong tổng cộng 3 tập phim.                                                                                                 |
| 2003      | Fastlane                           | Nicole Martin                              | Mùa 01, tập 18: "Monster" |
| 2003      | Guiding Light                      | Người phụ nữ bí ẩn của Tony                | Xuất hiện trong 2 tập, chưa rõ. |
| 2004      | One Life to Live                   | Margaret Cochran                           | Margaret Cochran #1, thành viên của dàn diễn viên chính. Số tập tham gia chưa rõ.                                                     |
| 2004      | Samantha: An American Girl Holiday | Dì Cornelia                                | Phim truyền hình |
| 2005      | Law & Order: Trial by Jury         | Melanie Ferris                             | Mùa 01, tập 01: "The Abominable Showman"                                                                                              |
| 2005      | Stella                             | Pretty Girl                                | Mùa 01, tập 06: "Meeting Girls" |
| 2005      | Starved                            | Puma Girl / Heather                        | Mùa 01, Tập 01: "Pilot" và Tập 04: "3D"                                                                                               |
| 2006      | Conviction                         | Hannah                                     | Mùa 01, tập 03: "Breakup" |
| 2006      | Love Monkey                        | Grace                                      | Mùa 01, 3 tập: Tập 01: "Pilot", Tập 02: "Nice Package", Tập 04: "The One That Got Away"                                               |
| 2006–2007 | Justice                            | Alden Tuller                               | Vai chính trong series, xuất hiện tổng cộng 13 tập.                                                                                   |
| 2007      | Mr. and Mrs. Smith                 | Jordan                                     | Phim truyền hinh |
| 2007      | Private Practice                   | Leslie                                     | Mùa 01, tập 01: "In Which We Meet Addison, a Nice Girl from Somewhere Else"                                                           |
| 2008–2010 | Lost                               | Charlotte Lewis                            | Mùa 4 và 5: Thành viên của dàn diễn viên chính. Mùa 6: Diễn viên khách mời. Xuất hiện trong tổng cộng 22 tập phim của series.         |
| 2009      | Ring of Deceit                     | Madison Byrne                              | Phim truyền hình |
| 2010      | Law & Order: LA                    | Rebecca Townley                            | Mùa 01, tập 05: "Pasadena" |
| 2011      | Second City This Week              | Khách mời nổi tiếng                        | Mùa 01, tập 01: "Pilot". Xuất hiện với tư cách bản thân                                                                               |
| 2011      | Covert Affairs                     | Franka                                     | Mùa 02, tập 07: "Half a World Away"                                                                                                   |
| 2011      | Friends with Benefits              | Ariel                                      | Mùa 01, tập 10: "The Benefit of Avoiding the Mindbanger"                                                                              |
| 2011      | Aim High                           | Cô Walker                                  | Xuất hiện trong tổng cộng 4 tập phim.                                                                                                 |
| 2011      | Alphas                             | Griffin                                    | Mùa 01, tập 09: "Blind Spot" |
|           | No Ordinary Family                 | Victoria Morrow                            | Xuất hiện trong tổng cộng 5 tập. Diễn viên khách mời                                                                                  |
| 2012      | Work It                            | Grace Hudson                               | Thành viên dàn diễn viên chính. Xuất hiện trong 13 tập.                                                                               |
| 2012      | Fringe                             | Jessica Holt                               | Mùa 04, tập 21: "Brave New World: Part 1", tập 22: "Brave New World: Part 2"                                                          |
| 2012      | White Collar                       | Abigail Kincaid                            | Mùa 04, tập 05: "Honour Among Thieves"                                                                                                |
| 2012      | 30 Rock                            | Cô gái Siêu Nóng bỏng                      | Mùa 07, tập 08: "My Whole Life Is Thunder"                                                                                            |
| 2013      | Drop Dead Diva                     | Mistress Robin                             | Mùa 05, tập 13: "Jane's Secret Revealed"                                                                                              |
| 2014      | Warehouse 13                       | Lisa Da Vinci                              | Mùa 05, tập 01: "Endless Terror" |
| 2014      | Blue Bloods                        | Tori Parsons                               | Mùa 05, tập 06: "Most Wanted" |
| 2014–2018 | Once Upon a Time                   | Zelena Wicked Witch of the West Kelly West | Mùa 3, 4 và 7: Diễn viên khách mời. Mùa 5 và 6: Thành viên của dàn diễn viên chính. Xuất hiện trong tổng cộng 67 tập phim của series. |
| 2015      | Hawaii Five-0                      | Nicole Booth                               | Mùa 05, tập 11: "Ua'aihue" |
| 2015      | Friends in Therapy                 | Bác sĩ Felicity Horn                       | Mùa 03, tập 12: "Therapissed" |